# Emenda Constitucional nº 4 de 1961
A Emenda Constitucional nº 4 de 1946 foi a quarta emenda à Constituição Brasileira de 1946, aprovada em sessão do Congresso Nacional no dia 2 de setembro de 1961 e que instituiu o parlamentarismo como forma de governo. Foi revogada em 23 de janeiro de 1963 pela Emenda Constitucional nº 6, após um plebiscito popular decidir pela reinstituição do sistema presidencialista de governo.

## Antecedentes
O Presidente da República Jânio Quadros renuncia e é empossado Ranieri Mazilli na presidência interinamente. O vice-presidente João Goulart estava em viagem diplomática à República Popular da China e estava voltando para tomar posse, quando os ministros militares impedem sua volta e começa a Campanha pela Legalidade. Até que se chegou a um consenso político de uma solução constitucional: o sistema parlamentarista limitaria os poderes do presidente e os daria ao Presidente do Conselho de Ministros e dessa forma poderia manter a democracia.

## Texto da Emenda
A emenda estabelecia que o Presidente da República seria eleito por voto indireto, e recriava o cargo de Presidente do Conselho de Ministros que cuidaria da nomeação dos ministros e da administração federal. Deixava o presidente como uma figura cerimonial tendo apenas o poder de demitir o Presidente do Conselho de Ministros e dissolver a Câmara dos Deputados e convocar novas eleições parlamentares em um prazo de 90 dias.

## Presidentes do Conselho de Ministros
1. Tancredo Neves (1961-1962)
2. Brochado da Rocha (1962)
3. Hermes Lima (1962-1963)

## Revogação
Na emenda estava prevista a convocação de um plebiscito popular sobre a manutenção do sistema parlamentarista. O plebiscito ocorreu no dia 6 de janeiro de 1963 e o presidencialismo ganhou por 76,98% contra 16,88% dos votos válidos. Logo após, foi editada a emenda constitucional n° 6 de 1963, que fez o Brasil retornar ao presidencialismo. O retorno ao presidencialismo gerou uma crise política que levou ao Golpe de Estado no Brasil em 1964.